# طبال

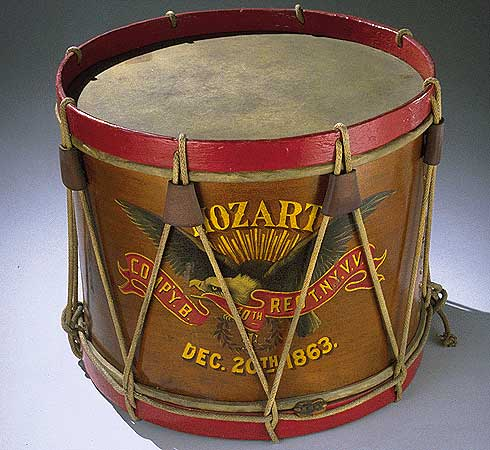
طبلة غربية

طبال هو موسيقار يختص في قرع الطبلة بمختلف أنواعها ومنها كطقم الطبول والإضافات الملحقة بها.